# Rubia fruticosa
Rubia fruticosa là một loài thực vật có hoa trong họ Thiến thảo. Loài này được Aiton miêu tả khoa học đầu tiên năm 1789.